# Радомирски отряд
Радомирският отряд (известен също като Брезнишки отряд и Отряд на капитан Кисов) е българско военно формирование, формирано по време на Сръбско-българската война (1885).

## Формиране
Отрядът е формиран на 4 ноември 1885 г. с цел забавяне на Моравската дивизия при обхода на левия фланг на Сливнишката позиция, по време на сражението при Сливница.
За командир на отряда е назначен капитан Стефан Кисов.

## Състав
| формирование                                            | численост |
| ------------------------------------------------------- | --------- |
| 1-ва дружина от 2-ри струмски полк                      | 216       |
| 2-ра дружина от 2-ри струмски полк                      | 339       |
| 11-а, 13-а, 14-а, 15-а и 16-а рота от 3-ти бдински полк | 850       |
| Радомирска опълченска дружина                           | 400       |
| Конни жандарми                                          | 24        |
| Доброволческа чета на Ильо войвода                      | 120       |
| Общо:                                                   | 1949      |

Задачата на отряда е да отбранява пътя София – Радомир, като задържа Моравската дивизия. Взема участие в боевете при Брезник.

## Боен път
На 5 ноември 1885 година отрядът получава заповед от началник-щаба на армията за настъпление през Брезник към десния фланг на сърбите на Сливница. Петте роти от Бдинския полк се укрепват при Батановци, а останалите части тръгват от Радомир в 5:30 ч. следобед. Кисов оставя опълченците и доброволците да преспят в Батановци и да изчакат останалите опълченци и доброволци от Радомир. Струмските дружини и бдинските роти заминават вечерта към 11 часа и нощуват при Ярджиловци, на десния бряг на река Конска.
Там командирът на отряда узнава, че Моравската дивизия е пристигнала в Брезник. Донася веднага на началник-щаба на армията за това и началникът на щаба на армията заповядва да се настъпи предпазливо.
На 6 ноември 1885 г. в 8:30 ч. сутринта пристигат доброволците и опълченците, като заедно с четата на Ильо войвода пристигат и конна доброволческа чета. Кисов извършва усилено разузнаване на района. Скоро след това получава заповед от началник-щаба на армията да заеме Брезник и да удържи противника, като в случай, че противникът е заминал за Сливница, да го нападне в тил с цел да го задържи. Заповедта на началник-щаба на войската капитан Рачо Петров е да се употребят всички сили и средства, като на всяка цена се задържи противникът, дори и това да означава да се пожертва целият отряд.
Кисов предава заповедта на началниците на отделните подразделения и издава заповед за атака и превземане на Брезник. Последвалият бой на височините южно от града завършва с пълен разгром на Радомирския отряд, който губи ¾ от състава си.